# باسم ياخور
باسم ياخور (16 أغسطس 1971 -)، ممثل سوري. والده هو الصحفي إبراهيم ياخور الذي عمل بمجال التمثيل بفترة من حياته. تخرج من المعهد العالي للفنون المسرحية في 1993 وكان في نفس دفعة الفنانين شكران مرتجى، مهند قطيش، فرح بسيسو. انضم إلى نقابة الفنانيين السوريِين في 16 فبراير 1999.

## حياته
كانت بداية مسيرته الفنية في مسلسل (الثريا) في عام 1994، ثم توالت أدواره في عدد كبير من الأعمال التلفزيونية وقدم ما يزيد عن 130 مسلسلا تنوعت بين الأعمال الدرامية والتاريخية، كما شارك في بطولة عدة مسلسلات مصرية منها زهرة وأزواجها الخمسة، المرافعة.
شارك في عدد من الأفلام منها: الثلاثاء 12 (2021)، التجلي الأخير لغيلان الدمشقي (2008)، خليج نعمة (2007)، لقاء القلوب (1996). أخرج مسرحية الرجل المتفجر عام 2000 وهي التجربة الإخراجية الأولى في المسرح لباسم ياخور، وأخرج أيضا مسلسل هومي هون عام 2004 وحلَّ ضيفاً في العديد من حلقاته.
عام 2001 قدّم برنامج ليلة أنس مع ريما مكتبي على شاشة تلفزيون المستقبل، في 2011 قام بتقديم برنامج أمير الشعراء على محطة أبو ظبي الفضائية وأكد النقاد أن وجوده أضفى حيوية وروح جديدة على البرنامج كما أشادوا بفصاحته ومهارته في التقديم.
في 2010 قام بتقديم برنامج  مساكم باسم على التلفزيون العربي السوري وقد لاقى البرنامج نجاحاً منقطع النظير في نسب المشاهدة والمشاركة وذلك للطريقة العفوية والمرحة التي أدار بها باسم ياخور الحوارات واللقاءات.
في 2007 شارك النجم السوري باسم ياخور في بطولة أول فيلم سينمائي مصري له بعنوان (خليج نعمة) من تأليف أحمد البيه وإخراج مجدي الهواري، وقد لقي باسم ياخور في فيلم (خليج نعمة) ترحيباً كبيراً من الجمهور المصري كما أجمع النقاد أن موهبته الفريدة وحضوره الطاغي ساهم إلى حد كبير في نجاح الفيلم.
في نوفمبر 2015 شارك باسم في برنامج ديو المشاهير (الموسم الرابع) على شاشة إم تي في اللبنانية لدعم إحدى الجمعيات الخيرية لكنه خرج في البرايم السادس لحصوله على أدنى نسبة تصويت.
في عام 2019 قدّم برنامج أكلناها الذي عُرض على قناة لنا. تقوم فكرة البرنامج على استقبال ممثل وطرح أسئلة محرجة عليه وتخييره بين الإجابة أو تذوق طبق غير مستساغ مُعدّ سابقا من قبل الشيف أنطوان الحاج.

## حياته الخاصة
باسم ياخور متزوج من الكاتبة رنا الحريري، ابنة أصل أوكراني، وقد جمعت بينهما علاقتهما منذ ما يقرب من 13 عامًا قبل 2017، ويظهر الثنائي بصورة رومانسية دائمة عبر إنستغرام، مما يعكس طبيعة علاقة أسرية مستقرة ومفعمة بالمودة. لهما ابن واحد يُدعى "روي"، وقد لاحظ الجمهور أن ملامحه الأوربية تعود غالبًا لأمه، وهو يتقن بعض الكلمات باللغة الروسية، ما أثار إعجاب المتابعين خاصةً عندما شارك فيديو لطفله يتلو قصيدة بهذه اللغة الغامضة عليه.

## حياته الفنية

### مسلسلات
- 2024 ما اختلفنا
- 2024 العربجي 2
- 2023 العربجي
- 2023 خريف عمر
- 2023 روز
- 2023 ليلة السقوط
- 2022 ولاد البلد
- 2021 المنصة ج2
- 2021 المنصة ج3
- 2021 على صفيح ساخن
- 2020 أحلى أيام
- 2020 الحرملك ج2
- 2020 ببساطة ج2
- 2019 الحرملك
- 2019 ببساطة
- 2018 الواق واق
- 2018 سايكو
- 2017 الشقيقتان
- 2017 أهل الغرام ج3
- 2017 جيران ج1
- 2017 جيران ج2
- 2017 شوق
- 2017 مذكرات عشيقة سابقة
- 2016 العراب: تحت الحزام
- 2016 الندم
- 2016 بقعة ضوء ج12
- 2016 خاتون
- 2016 زوال
- 2016 مدرسة الحب
- 2015 الإخوة ج2
- 2015 العراب: نادي الشرق
- 2015 علاقات خاصة
- 2014 المرافعة
- 2014 بقعة ضوء ج10
- 2013 الولادة من الخاصرة 3: منبر الموتى
- 2013 حدود شقيقة
- 2013 في قلب اللهب
- 2012 المفتاح
- 2012 بقعة ضوء ج9
- 2012 بنات العيلة
- 2012 ولادة من الخاصرة 2: ساعات الجمر
- 2011 الخربة
- 2011 العشق الحرام
- 2011 المنعطف
- 2011 بقعة ضوء ج8
- 2011 تعب المشوار
- 2011 جلسات نسائية
- 2010 الخبز الحرام
- 2010 بعد السقوط
- 2010 رايات الحق
- 2010 زهرة وأزواجها الخمسة
- 2010 ضيعة ضايعة ج2
- 2009 حرب الجواسيس
- 2009 شتاء ساخن
- 2009 صبايا ج1
- 2009 فنجان الدم
- 2009 قاع المدينة
- 2009 منمنمات اجتماعية
- 2009 هيك صار معنا
- 2008 اسأل روحك
- 2008 الخط الأحمر
- 2008 بقعة ضوء ج6
- 2008 ضيعة ضايعة ج1
- 2008 ظل المحارب
- 2008 عندما تتمرد الاخلاق
- 2008 قمر بني هاشم
- 2008 ليل ورجال
- 2008 هيك تجوزنا
- 2008 وجه العدالة
- 2008 وصمة عار
- 2007 النقمة المزدوجة
- 2007 جريمة بلا نهاية
- 2007 زمن الخوف
- 2007 فجر آخر
- 2006 أسياد المال
- 2006 أهل الغرام ج1
- 2006 أيام الولدنة
- 2006 تحولات
- 2006 خالد بن الوليد ج1
- 2005 الطريق الوعر
- 2005 خلف القضبان
- 2005 شو هالحكي
- 2005 عربيات
- 2004 بقعة ضوء ج4
- 2004 عذراء الجبل
- 2004 هومي هون
- 2003 بقعة ضوء ج3
- 2003 بنات اكريكوز
- 2003 ربيع قرطبة
- 2003 لغز الجريمة
- 2002 الفصول الأربعة ج2
- 2002 بقعة ضوء ج2
- 2002 صقر قريش
- 2001 2X2
- 2001 الأيام المتمردة
- 2001 ألو جميل ألو هناء
- 2001 أيام اللولو (ج2)
- 2001 بقعة ضوء ج1
- 2001 سحر الشرق
- 2001 صلاح الدين الأيوبي
- 2001 نجوم بين الغيوم
- 2000 أنت عمري
- 2000 سباق للزواج
- 2000 فرصة العمر
- 2000 ليل المسافرين
- 1999 أزهار الشتاء
- 1999 بطل من هذا الزمان
- 1999 دنيا
- 1998 الثريا
- 1998 الطويبي
- 1998 الطير
- 1998 الفندق
- 1998 النصابون
- 1998 سكان الأرض زوار / الملك لله
- 1998 عيلة 8 نجوم
- 1998 محاولات
- 1998 مذكرات عائلة
- 1997 عيلة 6 نجوم
- 1997 عيلة 7 نجوم
- 1997 هوى بحري
- 1997 يوميات جميل وهناء
- 1996 إخوة التراب ج1
- 1996 القيد
- 1996 صوت الفضاء الرنان
- 1996 مدير بالصدفة
- 1995 حنظلة أبو ريحانة
- 1995 يوم بيوم
- 1994 عيلة خمس نجوم
- 1994 موزاييك
- 1993 الجذور لا تموت
- 0 رحلة زمن
- 1999 مين وين

### أفلام
- 2021 الثلاثاء 12
- 2009 الخوافي والقوادم في نصرة الإسلام
- 2009 بعد منتصف الليل
- 2008 التجلي الأخير لغيلان الدمشقي
- 2007 خليج نعمة
- 1997 البحث عن هوية
- 1996 الحصان
- 1996 لقاء القلوب

### أخرى
- 1999 مين وين - تأليف
- 2019 أكلناها - مقدم البرنامج
- 2019 في ميل - ضيف
- 2015 هبوط اضطراري- ضيف
- 2015 خليها علينا - ضيف
- 2014 بوضوح - ضيف
- 2014 فؤش في المعسكر- ضيف
- 2014 رجعنا صغيرين- ضيف
- 2014 مشبه عليك - ضيف
- 2012 نوّرت - ضيف
- 2012 الليلة مع فايز- ضيف
- 2010 هلا وغلا- ضيف

## الجوائز
- ذهبية مهرجان القاهرة للإذاعة والتلفزيون كأفضل ممثل دور أول عن مسلسله أيام الولدنة عام 2008.
- ذهبية مهرجان الفنك الذهبي الجزائرية كأفضل ممثل دور أول عن مسلسل عندما تتمرد الأخلاق عام 2009.

## موقفه من الثورة السورية
ظل باسم ياخور طوال سنوات الصراع السوري من أبرز المدافعين عن نظام بشار الأسد، مؤكدًا في مقابلات عدة أنه يؤيد الدولة السورية بقيادة الرئيس باعتبارها الضامن لوحدة البلاد، حتى مع اعترافه بأن "النظام أخطأ كثيرًا" خلال الأزمة. في أحد البرامج عام 2014، وصف الجيش السوري الحر بأنه "شوية فراطة" مقارنةً بـ"الميليشيات الإسلامية المتشددة"، واعتبر أن حراك المعارضة الذي نتج عنه "ثورة" كان خَطَأ من البداية، مدافعًا عن ولائه للنظام حتى في ذروة النزاع، ومصرًا أن الاختلاف في وجهات النظر لا يبرر إلغاء الآخر.
بعد سقوط النظام في ديسمبر 2024، ظهر باسم ياخور بمقابلة صحافية مغايرة، حيث أقر بأنه لم يكن من أرباب النظام أو مستفيدي السلطة، بل كان على موقفه نتيجة قناعاته الشخصية، متحملًا تبعات التعبير عن مواقفه ضمن "بيئة من التنمر والتهديد بالقتل" وكان يرى أن الانتقاد منه كان لأجل التعبير عن خوفه من "الفوضى والتقسيم". وفي خطوة غير متوقعة، وجّه اعتذارًا صادقًا للشعب السوري من كل من جرحته تصريحاته السابقة، موضحًا أن العودة إلى سوريا رهينة توفر "شرط مناسب" بعد ما أسماه فشل السلطة الجديدة في تحقيق تغييرات جوهرية في الواقع اليومي.

## الانتقادات
في فبراير 2024، أثار الممثل السوري باسم ياخور موجة سخرية بعد حديثه عن "ثوابته" في الحوار مع زملائه الفنانين، مشيرًا إلى أنه لا يقبل التعرض لشخص الرئيس بشار الأسد أو الجيش السوري. قال: "في شغلات لا أقبلها بالحوار، إذا حدا حكاها بدي أنزعج وأتوتر... ما حدا بقرب على شخص الرئيس، ما حدا بقرب بالنسبة إلي على مسائل إلها علاقة بالجيش السوري". تصريحاته هذه أثارت ردود فعل ساخرة على وسائل التواصل الاجتماعي، حيث عبّر البعض عن استغرابهم من تحديد "ثوابت" بهذا الشكل. وكتب الصحفي قتيبة ياسين: "ما حدا يقربلو لباسم ياخور على شخص بشار الأسد، إذا بتحكي على بشار الأسد باسم ياخور بدو يبطل يكون لطيف.
في يناير 2025، تحدث باسم ياخور عن شروطه للعودة إلى سوريا، مشيرًا إلى أنه لن يعود إلا بعد تحقيق بعض الأمور التي لم يكشف عنها. كما انتقد الإعلامي فيصل القاسم، متهمًا إياه بتصنيف الناس في قوائم "العار". ورفض ياخور الاعتذار عن دعمه السابق لنظام بشار الأسد، مشيرًا إلى أنه كان يؤمن بوحدة البلاد تحت قيادته، والذي أثار حوله موجة من الانتقادات والسخرية.

## وصلات خارجية
لا توجد روابط لمواقع التواصل الاجتماعي.

- باسم ياخور على موقع IMDb (الإنجليزية)
- باسم ياخور على موقع قاعدة بيانات الأفلام العربية
- باسم ياخور على موقع قاعدة بيانات الفيلم (الإنجليزية)
- الموقع الرسمي لباسم ياخور